# Colonna Duilia

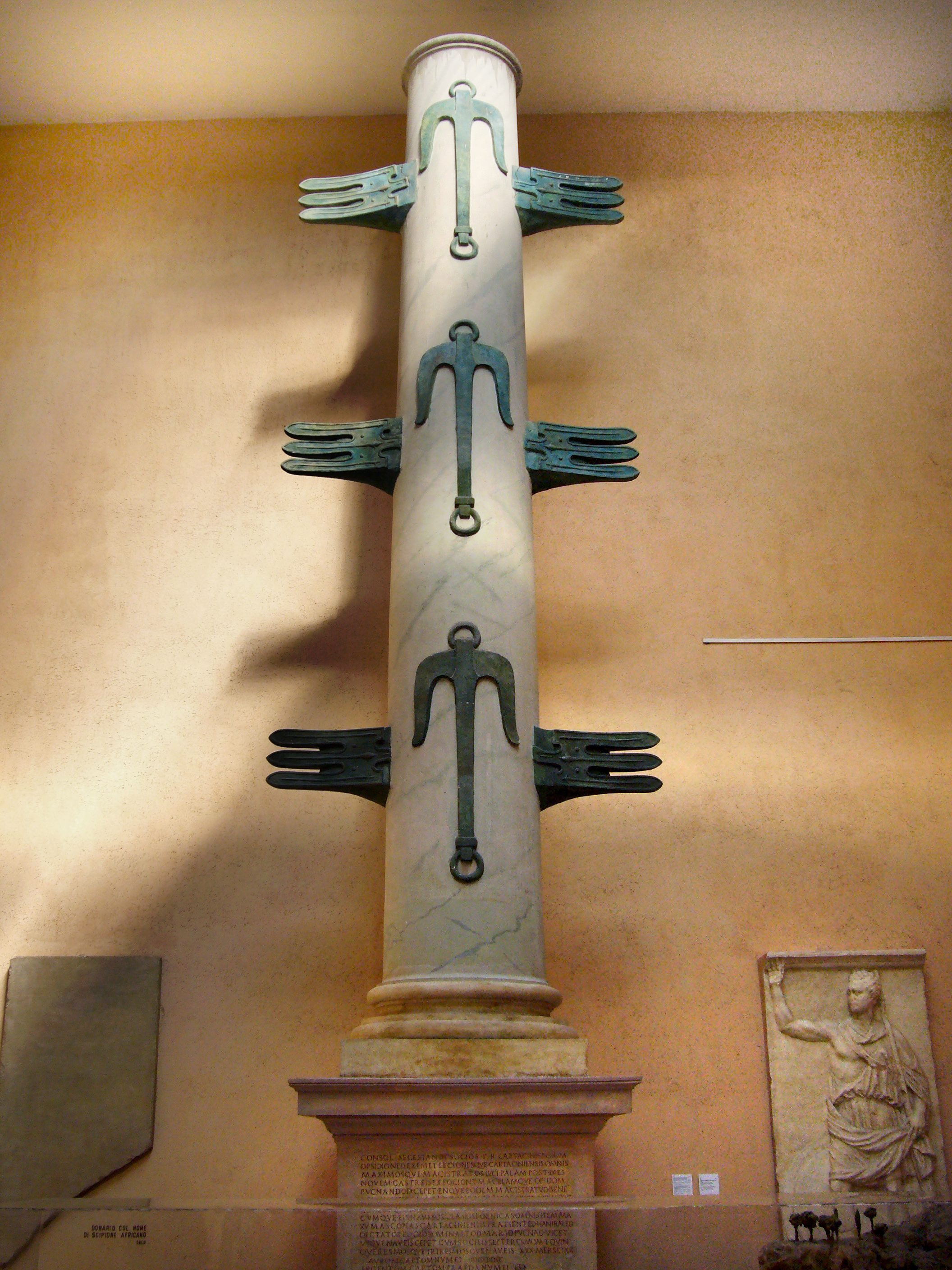
Riproduzione della colonna rostrata presso il Museo della civiltà romana a Roma.

La Colonna Duilia (in latino Columna Rostrata C. Duilii, ovvero: Colonna rostrata di Gaio Duilio) è stata un'antica colonna rostrata, situata originariamente nel Foro Romano, di cui è rimasta solo la base con un'antica iscrizione.

## Storia
La colonna fu realizzata in occasione del trionfo del console Gaio Duilio che nel 260 a.C. aveva condotto con successo la battaglia di Milazzo contro la flotta cartaginese. Per la realizzazione della colonna furono utilizzati i rostri delle navi nemiche ed essa fu eretta probabilmente durante le celebrazioni nell'area dei Rostri del Foro Romano.
La colonna è dispersa, ma nel XVI secolo ne fu rinvenuta la base (restaurata sotto il principato di Augusto copiando fedelmente l'iscrizione originale.) nella sua collocazione originaria, presso l'arco di Settimio Severo. Essa è conservata nei Musei Capitolini presso Palazzo Nuovo.